# Thijs van Valkengoed
Thijs Valkengoed (Lelystad, 6 juli 1983) is een Nederlandse schoolslagzwemmer. Hij heeft verschillende Nederlandse records in handen.
Thijs van Valkengoed is Nederlands recordhouder op de 200 meter schoolslag (korte baan, 2.07,53) en was Nederlands recordhouder op de 100 meter schoolslag (lange baan, tot december 2008). Tevens is hij als schoolslagzwemmer met zijn teamgenoten met Nick Driebergen, Robin van Aggele en Mitja Zastrow Nederlands recordhouder 4 × 100 m wisselslag. Hij was halvefinalist 100 meter schoolslag op de Olympische Spelen van 2004 in Athene, maar werd in de series uitgeschakeld. Ook in 2008 vertegenwoordigde hij Nederland op de Olympische Spelen van 2008 in Peking, maar werd wederom in de series uitgeschakeld  in 1.01,32.

## Titels
- Nederlands kampioen 50 school - 2003, 2007
- Nederlands kampioen 100 school - 2000, 2002, 2003, 2004, 2007
- Nederlands kampioen 200 school - 2000, 2002, 2003, 2004, 2005, 2007

## Nederlandse records

### 25 m baan
- 200 m schoolslag 2.08,30 (Dublin, 14 december 2003)

### 50 m baan
- 100 m schoolslag 1.01,52 (Federal Way, 4 december 2003)
- 4×100 meter wisselslag landenploeg (Barcelona, WK 2003)

## Persoonlijke records
| Onderdeel         | Tijd 25 m bad | Tijd 50 m bad |
| ----------------- | ------------- | ------------- |
| 50 m vlinderslag  | 26,71 s       | 27,09 s       |
| 100 m vlinderslag | 58,15 s       | 58,38 s       |
| 200 m vlinderslag | 2.06,15       | 2.18,02       |
| 50 m rugslag      | 28,57 s       | 29,96 s       |
| 100 m rugslag     | 59,53 s       | 1.06.25       |
| 200 m rugslag     | 2.04,55       | 2.22,37       |
| 50 m schoolslag   | 28,19 s       | 28,51 s       |
| 100 m schoolslag  | 59,76 s       | 1.00,77       |
| 200 m schoolslag  | 2.08,30 (NR)  | 2.11,79       |
| 50 m vrije slag   | 24,49 s       | 27,67 s       |
| 100 m vrije slag  | 53,06 s       | 54,68 s       |
| 200 m vrije slag  | 1.58,74       | 2.00,91       |
| 400 m vrije slag  | 4.12,22       | 4.19,39       |
| 800 m vrije slag  | 9.00,84       | 9.22,76       |
| 1500 m vrije slag | 17.03,36      | 17.43,32      |
| 100 m wisselslag  | 57,42 s       | NVT           |
| 200 m wisselslag  | 2.02,12       | 2.06,18       |
| 400 m wisselslag  | 4.31,98       | 4.40,50       |

## Internationale toernooien
- 1999: EJOD Esjberg
- 2000: EJK Duinkerken
- 2001: EJK Malta
- 2002: EK korte baan Riesa
- 2003: WK Barcelona
- 2003: EK korte baan Dublin
- 2004: EK Madrid
- 2004: OS Athene
- 2004: EK korte baan Wenen
- 2005: WK Montreal
- 2005: EK korte baan Triëst
- 2008: EK Eindhoven
- 2008: WK korte baan Manchester
- 2008: OS Beijing
- 2008: EK korte baan Rijeka